# Killers (Iron Maiden)
Killers è il secondo album in studio del gruppo musicale britannico Iron Maiden, pubblicato il 2 febbraio 1981 dalla EMI.
Si tratta dell'ultimo album pubblicato con Paul Di'Anno alla voce nonché il primo con Adrian Smith alla chitarra. Come quanto accaduto con l'album precedente, la copertina è stata realizzata da Derek Riggs.

## Descrizione
Dopo l'abbandono del chitarrista Dennis Stratton, che non era molto incline all'heavy metal, venne ingaggiato Adrian Smith, proveniente dagli Urchin.
All'uscita Killers non ebbe lo stesso trattamento dell'album precedente (si piazzò al 12º posto nelle classifiche britanniche), ma in seguito venne rivalutato come un altro disco a sua volta fondamentale nella carriera del gruppo.
Nell'edizione pubblicata in Canada e negli Stati Uniti d'America pochi mesi dopo fu incluso anche il brano Twilight Zone, registrato poco dopo la pubblicazione dell'album nel Regno Unito e pubblicato come doppio singolo insieme a Wrathchild il 2 marzo 1981. Il brano è stato successivamente inserito anche nell'edizione rimasterizzata del 1998.
Nel 1995 la EMI ha ripubblicato Killers con l'aggiunta di un CD bonus costituito dalla lista tracce del singolo Women in Uniform; per il mercato canadese e statunitense sono stati aggiunti anche i brani presenti nell'EP Maiden Japan.

## I brani
Il disco si apre con l'introduzione strumentale The Ides of March, a cui fa seguito Wrathchild. Murders in the Rue Morgue è basata sulla novella dello scrittore Edgar Allan Poe I delitti della Rue Morgue, la quale tratta di un fuggitivo ricercato ingiustamente per il cruento omicidio di una ragazza e di sua madre. Altri brani della lista tracce sono Another Life e Genghis Khan.
Innocent Exile è uno dei primi brani composti da Steve Harris, risalente ai primissimi periodi di vita degli Iron Maiden, che parla di un individuo che è costretto a fuggire dalla legge dopo averla sfidata. La successiva è l'omonimo Killers, il cui testo parla di un assassino nell'atto di uccidere la sua vittima.

## Tracce
Testi e musiche di Steve Harris, eccetto dove indicato.

### Edizione del 1981
1. The Ides of March – 1:48
2. Wrathchild – 2:54
3. Murders in the Rue Morgue – 4:14
4. Another Life – 3:22
5. Genghis Khan – 3:02
6. Innocent Exile – 3:50
7. Killers – 4:58 (Paul Di'Anno, Steve Harris)
8. Twilight Zone – 2:33 (Steve Harris, Dave Murray) – presente solo nell'edizione canadese e statunitense
9. Prodigal Son – 6:05
10. Purgatory – 3:18
11. Drifter – 4:47

CD bonus nella riedizione del 1995 (Europa)
1. Twilight Zone – 2:36 (Steve Harris, Dave Murray)
2. Women in Uniform – 3:10 (Greg MacAinsh) – originariamente interpretata dagli Skyhooks
3. Invasion – 2:39
4. Phantom of the Opera (Live) – 7:12

CD bonus nella riedizione del 1995 (Canada, Stati Uniti)
1. Women in Uniform – 3:09 (Greg MacAinsh) – originariamente interpretata dagli Skyhooks
2. Invasion – 2:37
3. Phantom of the Opera (Live) – 3:07
4. Running Free (Live) – 3:07
5. Remember Tomorrow (Live) – 5:44
6. Wrathchild (Live) – 2:52
7. Killers (Live) – 4:50
8. Innocent Exile (Live) – 3:46

### Riedizione del 1998
1. The Ides of March – 1:46
2. Wrathchild – 2:55
3. Murders in the Rue Morgue – 4:19
4. Another Life – 3:23
5. Genghis Khan – 3:09
6. Innocent Exile – 3:54
7. Killers – 5:01 (Paul Di'Anno, Steve Harris)
8. Prodigal Son – 6:12
9. Purgatory – 3:20
10. Twilight Zone – 2:33 (Steve Harris, Dave Murray)
11. Drifter – 4:49

Contenuto multimediale
1. Wrathchild
2. Killers (Paul Di'Anno, Steve Harris)

## Formazione
Gruppo
- Paul Di'Anno – voce
- Dave Murray – chitarra
- Adrian Smith – chitarra (eccetto Women in Uniform, Invasion e Phantom of the Opera (Live))
- Steve Harris – basso
- Clive Burr – batteria

Altri musicisti
- Dennis Stratton – chitarra (Women in Uniform, Invasion e Phantom of the Opera (Live))

## Classifiche
| Classifica (2021) | Posizione massima |
| ----------------- | ----------------- |
| Croazia           | 7                 |
| Portogallo        | 40                |